# Hiskjo
Hiskjo er et fiskeleje og en 1,8 km²  stor ø i den vestligste del af Bømlo kommune i Sunnhordland, der ligger i den sydvestlige del af Vestland fylke i Norge. Hiskjo ligger vest for Øen  Bømlo og er knyttet til denne med Hiskabroen.